# La historia de Jan
La historia de Jan és un llargmetratge documental dirigit per Bernardo Moll Otto que va ser estrenat en 2016.

## Desenvolupament i producció
El llargmetratge va ser rodat al llarg de sis anys, a partir del naixement del primer fill de Mónica Vic i Bernardo, que va néixer amb síndrome de Down. El documental segueix l'evolució del nen des dels dies previs a l'enllumenament fins al seu cinquè any de vida.
El finançament del projecte es va iniciar amb un reeixit micromecenatge en la plataforma espanyola Verkami que es va donar a conèixer en un esdeveniment que va tenir lloc el 21 de maig de 2015 al Círculo de Bellas Artes de Madrid aconseguint recaptar més de 34 000 euros, xifra que va resultar per sobre dels seus objectius.

## Estreno
La historia de Jan va ser presentat en la secció oficial de documentals del Festival de Màlaga el 28 d'abril de 2016.
La pel·lícula va ser estrenada comercialment el dia 4 de novembre de 2016 a Espanya. Més de cinc mil espectadors van veure el documental en les nou setmanes durant les quals es va mantenir en cartell.
L'estrena internacional va tenir lloc en Montevideo, Uruguai, el 12 de març de 2017.

## Recepció mediàtica i crítica
La historia de Jan ha merescut una notable cobertura en els mitjans de comunicació espanyols, ja des que aquests van tenir conocimento del projecte, sent descrita la pel·lícula per Isabel González a El Mundo com "un 'Boyhood' a l'espanyola" en ocasió de l'esdeveniment d'inici de la campanya de crowfunding i aconseguint fins i tot despertar l'interès en mitjans tan poc habituals pel que fa al seguiment de la programació de documentals com el diari de premsa esportiva Marca en ocasió de l'estrena.
La cobertura de les cadenes de televisió va ser exhaustiva, sent coberta la presència del documental en el Festival de Màlaga, com posteriorment en ocasió de l'estrena, per exemple en els informatius d'Antena 3, Cuatro, Telecinco, La Sexta, TVE1 i al programa de TVE Días de cine.
Paula Arenas va escriure a 20 Minutos, en ocasió de la presentació de la pel·lícula al Festival de Màlaga: "Bell, poètic, dur, emocionant i necessari són només alguns dels qualificatius que poden donar-se a la pel·lícula que el pare de Jan, Bernardo Moll Otto, ha teixit amb el que al principi va ser un cop de puny a la meitat del pit. Cor."
"Sense les pretensions estètiques, narcisistes o assagístiques que solen acompanyar al gènere del videodiari, vet aquí un exemple de tan fecund format posat al servei d'una apressant necessitat personal", va escriure Antonio Weinrichter a ABC.
Jordi Batlle, va escriure en la seva crítica publicada en la revista Fotogramas que la pel·lícula és “discreta en la forma però rica en contingut humà: molt de pedra ha de tenir un el cor per a no sortir del seu visionat commogut".

## Reconeixements
El documental va resultar nominat per als Premis Forqué 2017 i per a les Medalles del Cercle d'Escriptors Cinematogràfics 2017, en tots dos casos en la categoria de millor pel·lícula documental, i va rebre el premi Ola de Oro, dels Premis Familia, així com el premi "¡Qué bello es vivir!" que atorga Cinemanet el gener de 2017.
El febrer de 2017 La historia de Jan va rebre un premi "Alfa y Omega".